# Semih Kaya
Semih Kaya (* 24. Februar 1991 in Bergama) ist ein ehemaliger türkischer Fußballspieler.

## Familie und Kindheit
Kaya kam als Sohn von Makedonien-Türken in der westtürkischen Stadt Bergama auf die Welt. Beide Familienstränge emigrierten aus dem heutigen Mazedonien in die Türkei. Die Familien seiner Eltern stammten aus Skopje.

## Karriere

### Verein
Mit zehn Jahren fing Semih Kaya seine Fußballkarriere bei Petkimspor an. Nach einem Jahr wechselte er zu Helvaci und spielte dort eineinhalb Saisons, bis er zu Altay İzmir wechselte und dort zwei Jahre lang spielte. Nach einem Spiel der Jugendmannschaften von Altay İzmir gegen Galatasaray Istanbul nahm Galatasaray Semih Kaya auf. In der Saison 2008/09 wurde er von Michael Skibbe in die 1. Mannschaft berufen. Sein erstes Spiel im Trikot von Galatasaray war am 17. Januar 2009 im türkischen Pokal und am 19. April 2009 machte er sein Debüt gegen Istanbul Büyükşehir Belediyespor in der Süper Lig.
Für die Rückrunde der Saison 2009/10 wurde Kaya an Gaziantepspor verliehen. Gaziantepspor besaß für ihn eine Kaufoption. Die Saison 2010/11 spielte Kaya für den Zweitligisten Kartalspor. Der Durchbruch bei Galatasaray gelang ihm in der Saison 2011/12, als er Servet Çetin verdrängen und sich in die Stammformation spielen konnte. In dieser Saison konnte er mit seiner Mannschaft auch die Meisterschaft gewinnen. Zur Saison 2017/18 wechselte Kaya zu Sparta Prag. Im Januar 2019 kehrte Kaya auf Leihbasis zurück zu Galatasaray. Am Ende der Saison 2018/19 wurde der Abwehrspieler zum vierten Mal türkischer Meister. Vor dem Start der Saison 2020/21 ging es für Kaya zurück in die Türkei und er unterschrieb beim Erstligisten Yeni Malatyaspor. Sein Vertrag wurde am 31. Januar 2022 aufgelöst. Drei Tage später gab Galatasaray Istanbul die Verpflichtung von Kaya bekannt. Am 12. August 2022 gab Semih Kaya sein Karriereende bekannt.

### Nationalmannschaft
Kaya durchlief ab der türkischen U-15-Nationalmannschaft nahezu alle Altersstufen der türkischen Nationalmannschaft. Nachdem er von 2009 bis 2011 für die Türkischen U-21-Nationalmannschaft tätig gewesen war, begann er ab 2012 auch für die Türkische Nationalmannschaft zu spielen. Sein Debüt für die A-Nationalmannschaft gab Kaya am 29. Februar 2012 im Freundschaftsspiel gegen die Slowakei. Bei der Fußball-Europameisterschaft 2016 in Frankreich wurde er in das türkische Aufgebot aufgenommen. Er kam aber, wie zwei weitere Feldspieler aus dem Kader auch, bei dem Turnier nicht zum Einsatz.

## Erfolge
Galatasaray Istanbul

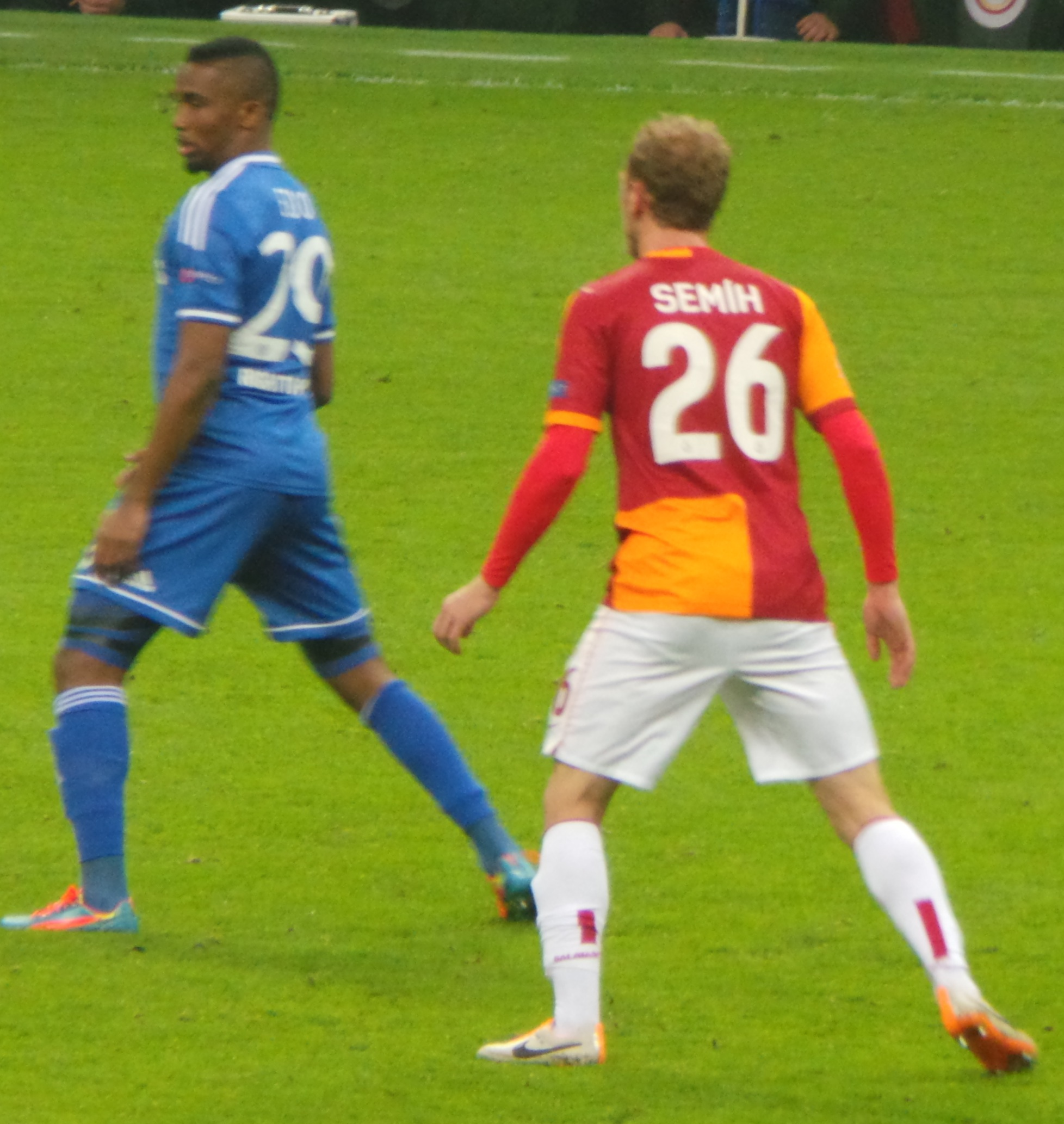
Kaya in der UEFA Champions League gegen Chelsea

- Türkischer Meister: 2012, 2013, 2015, 2019
- Türkischer Pokalsieger: 2014, 2015, 2016, 2019
- Türkischer Supercupsieger: 2012, 2013, 2015, 2016
- Emirates-Cup-Sieger: 2013